# Donna Lobban
Donna Belle Lobban (* 19. Dezember 1986 in Yamba, Clarence Valley Council als Donna Urquhart) ist eine ehemalige australische Squashspielerin.

## Karriere
Donna Lobban begann ihre professionelle Karriere im Jahr 2005 und gewann zwölf Titel auf der PSA World Tour. Ihre höchste Platzierung in der Weltrangliste erreichte sie mit Rang 13 im Mai 2011. Ihr größter Erfolg war der Gewinn der Weltmeisterschaft im neuseeländischen Palmerston North, als sie zusammen mit der australischen Nationalmannschaft im Finale England besiegte. Zudem stand sie 2008, 2012, 2016, 2018 und 2022 im Kader bei Weltmeisterschaften. 2009 und 2019 wurde sie australische Meisterin.
Bei den Commonwealth Games 2010 gewann sie im Doppel an der Seite von Kasey Brown Bronze. Nach der Halbfinal-Niederlage gegen Jenny Duncalf und Laura Massaro besiegten Donna Lobban und Kasey Brown im Spiel um Bronze das zweite australische Doppel im Feld, Amelia Pittock und Lisa Camilleri. Mit Camilleri erreichte sie bei den Commonwealth Games 2014 im Doppel das Viertelfinale. 2018 gelang ihr in der Doppelkonkurrenz, diesmal an der Seite von Rachael Grinham, mit der sie 2016 Vizeweltmeisterin geworden war, erneut der Gewinn der Bronzemedaille. Zudem sicherte sie sich im Mixed mit ihrem Cousin Cameron Pilley den Titelgewinn und damit die Goldmedaille. In der Einzelkonkurrenz hatte sie das Viertelfinale erreicht. 2019 wurde sie sowohl im Doppel mit Christine Nunn als auch im Mixed mit Cameron Pilley Weltmeisterin.
Im April 2018, nach den Commonwealth Games, heiratete sie in Australien den schottischen Squashspieler Greg Lobban. Sie beendete im Januar 2023 ihre Karriere. Ab September 2022 war sie bereits als Squashtrainerin an der Heriot-Watt University tätig. Mitte 2024 wurden Donna und Greg Lobban Eltern eines Sohnes.

## Erfolge
- Weltmeister mit der Mannschaft: 2010
- Weltmeister im Doppel: 2019 (mit Christine Nunn)
- Weltmeister im Mixed: 2019 (mit Cameron Pilley)
- Gewonnene PSA-Titel: 12
- Commonwealth Games: 1 × Gold (Mixed 2018), 2 × Bronze (Doppel 2010 und 2018)
- Australischer Meister: 2009, 2019